# Labbi
Labbi, eller Labbie kallades förr den tillfälliga, enkla viloplats, eller sovplats, som ordnades för bruksarbetare vid eller nära arbetsplatsen. Benämningen användes bland annat i Nås socken i Dalarna. 

## Etymologi
Svensk dialekt labbi, labbe, labbris, labbis. Sannolikt inkommet genom vallonerna av franskans l'abri,  av abri, skydd, skjul, till abrier, skydda, av ovisst ursprung.

## Betydelse
Stuga, skjul litet rum intill masugn, hammarsmedja och dylikt där arbetarna under ledighet mellan arbetsskiften kunde vila sig. 
Skriftligt belagt 1789, 1858, 1931. SAOB
Rinmans Bergwerks Lexicon 1789   beskriver det som:  Labbie  - "vallonskt namn på et litet rum, - hvilstuga..."
Vilotiden (vid Hävla hammarsmedja) tillbragte man .. i en särskild liten byggnad, labbet. 

## Bilder

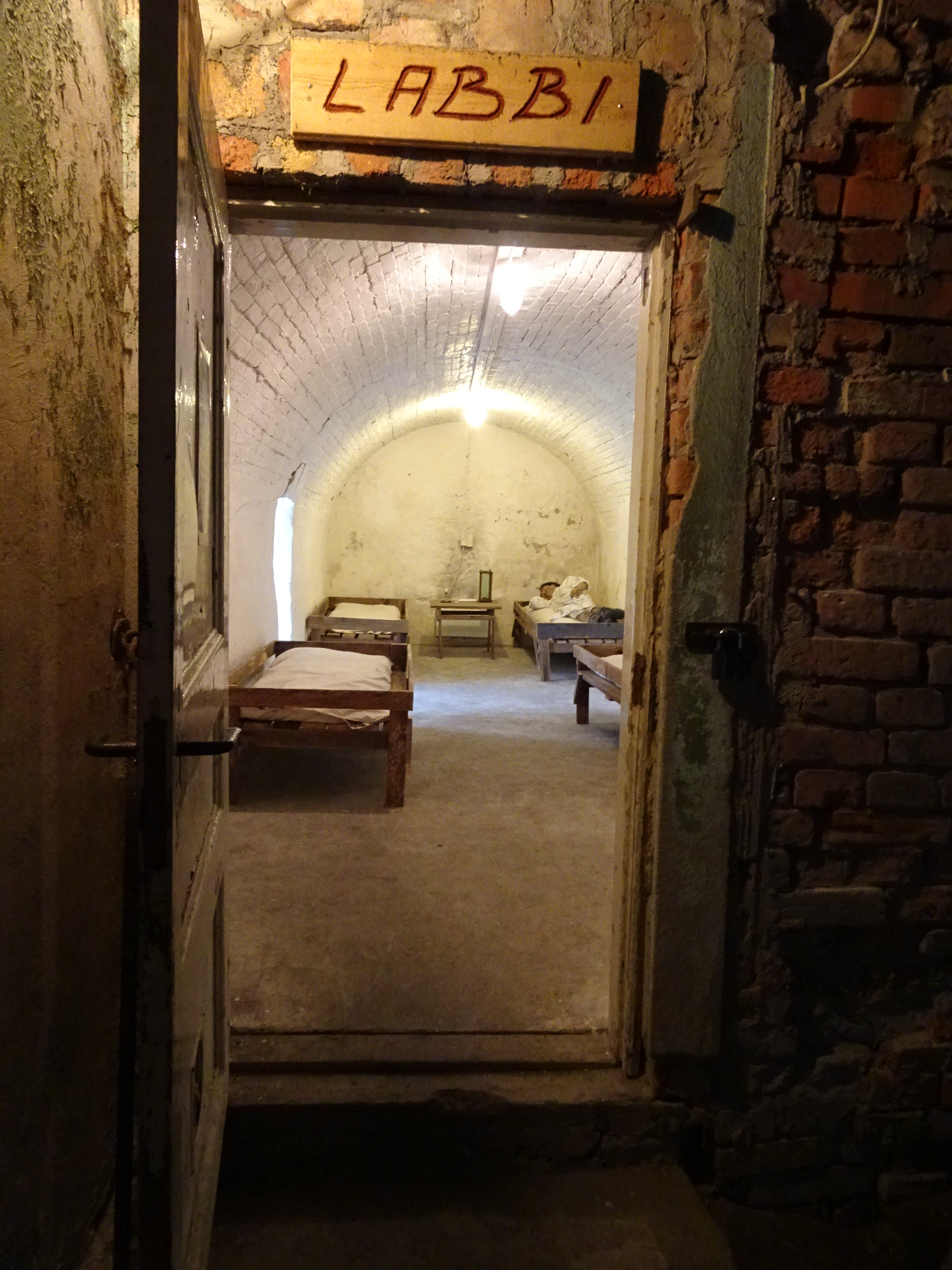
Karmansbo bruk, smedjans labbi.
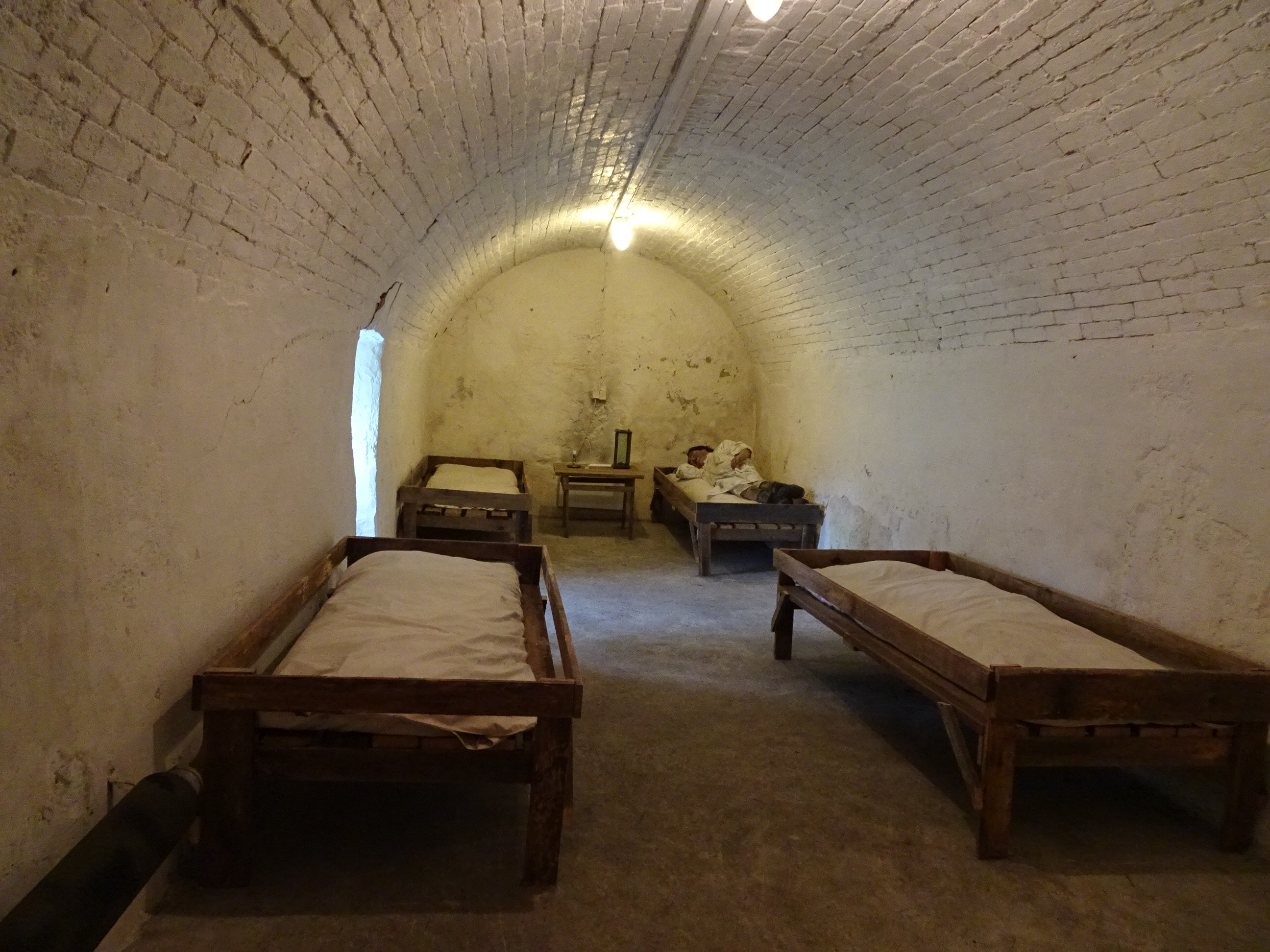
Interiör Karmansbo labbi.
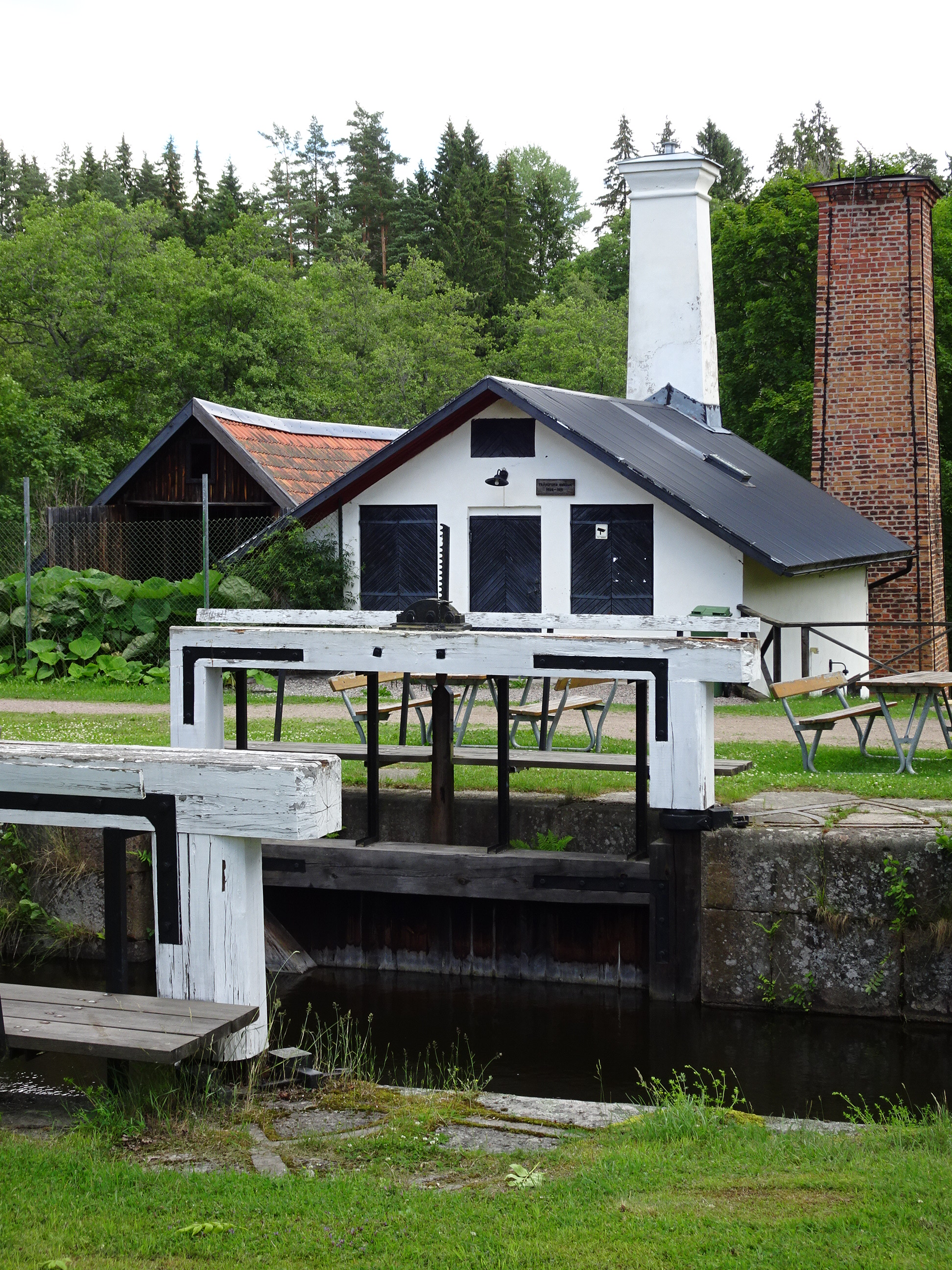
Labbi i anslutning till Trångfors smedja i Trångforsområdet.

I Gravendals bruk i Dalarna finns en mindre vilobyggnad för smeder och drängar, följ länken till Gravendals byalag. 